# Henry Peters Gray

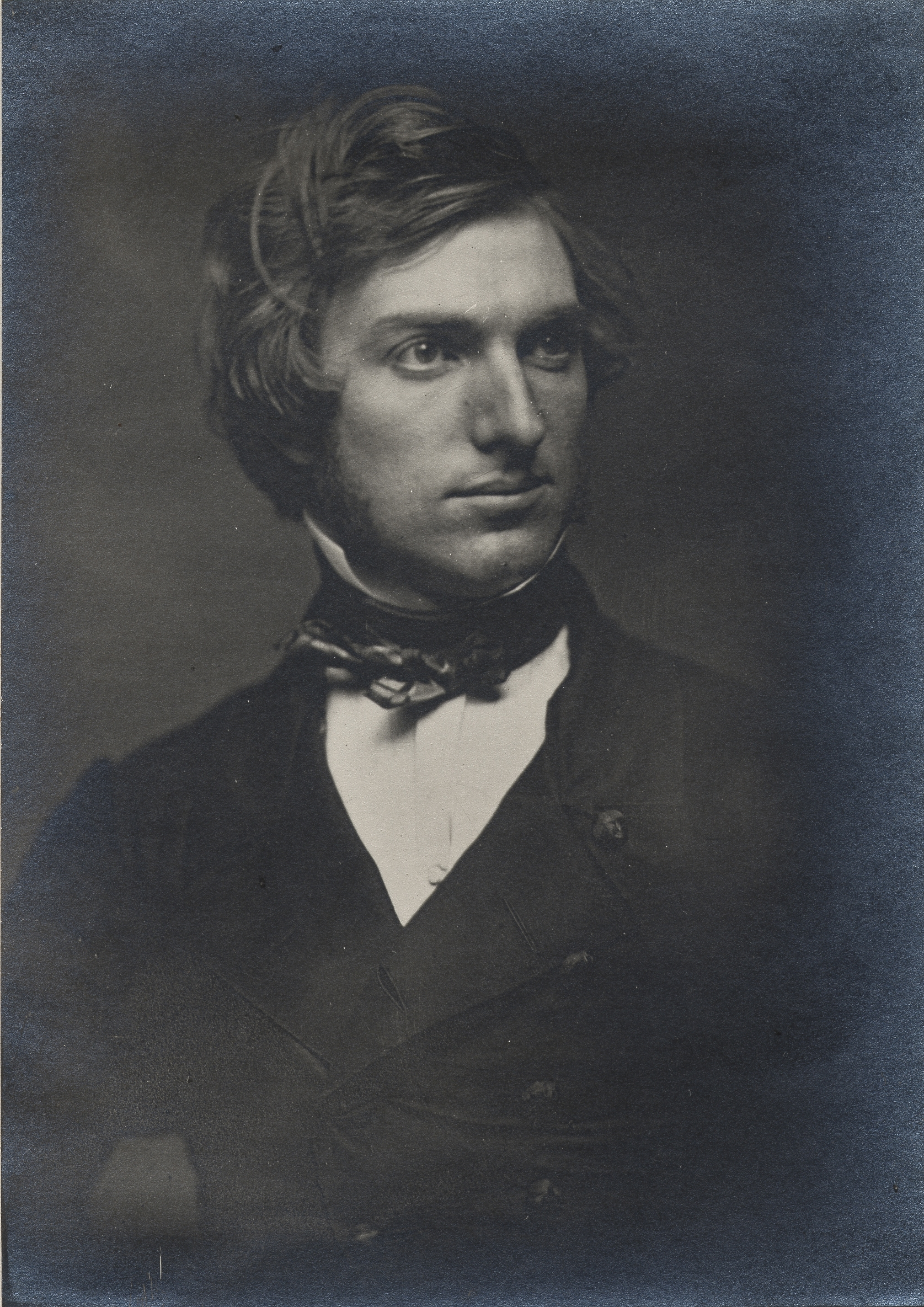
Henry Peters Gray.

Henry Peters Gray (23 de junio de 1819 - 12 de noviembre de 1877), pintor estadounidense, nació en el estado de Nueva York.
Fue pupilo de Daniel Huntington, y posteriormente estudió en Roma y Florencia. Elegido miembro de la Academia Nacional de Diseño en 1842, sucedió a Huntington como presidente en 1870, conservando dicho cargo hasta 1871.
Una de sus más famosas composiciones es "The Birth of our Flag" (1875).
Murió en el estado de Nueva York.